# Ceranów
Ceranów è un comune rurale polacco del distretto di Sokołów, nel voivodato della Masovia.
Ricopre una superficie di 110,83 km² e nel 2004 contava 2 531 abitanti.